# Anke Müller-Jacobsen
Anke Müller-Jacobsen (* 1958 in Leverkusen) ist eine deutsche Rechtsanwältin. Sie war von 2012 bis 2019 Richterin des Berliner Verfassungsgerichtshofes.

## Leben
Müller-Jacobsen absolvierte ihr Abitur 1977 in Leverkusen und studierte anschließend bis 1981 zunächst Germanistik. Im Jahr 1981 fing sie ein Studium der Rechtswissenschaften an der Freien Universität Berlin an. Das erste Staatsexamen absolvierte sie 1988 und das zweite Staatsexamen 1991. Seitdem arbeitet sie als Rechtsanwältin, u. a. in der Kanzlei Ignor & Partner GbR in Berlin. 
Im Jahr 1999 wurde sie Vorstandsmitglied der Berliner Rechtsanwaltskammer. Von 2007 bis 2012 war sie zudem Vizepräsidentin der Rechtsanwaltskammer.
Im Jahr 2012 wurde sie auf Vorschlag der Berliner SPD-Fraktion vom Berliner Abgeordnetenhaus zur Richterin des Verfassungsgerichtshofes des Landes Berlin gewählt. Ihre Amtszeit endete 2019.

## Mitgliedschaften
- Mitglied der ständigen Deputation des deutschen Juristentages
- Mitglied des Strafrechtsausschusses der Bundesrechtsanwaltskammer
- Mitglied der Arbeitsgemeinschaft Strafrecht des Deutschen Anwaltsvereins
- Mitglied der European Criminal Bar Association

## Publikationen (Auswahl)
- Richtervorbehalt bei der Anordnung von Blutprobenentnahmen gem. § 81a StPO in Verkehrsstrafsachen-Pro. In: DRiZ 2009, 282

- Schutz von Vertrauensverhältnissen zu Rechtsanwälten im Strafprozess – Ein erster Schritt zum Abschied vom ‚Zwei-Klassen-Recht'". In: NJW 2011, 257
- Mitarbeit an Rainer Hamm, Klaus Leipold: Beck'sches Formularbuch für den Strafverteidiger. 6. Auflage. Beck Verlag, München 2018, ISBN 978-3-406-68451-7